# Accident ferroviaire de Kantbalu
 (mars 2023).
Si vous disposez d'ouvrages ou d'articles de référence ou si vous connaissez des sites web de qualité traitant du thème abordé ici, merci de compléter l'article en donnant les références utiles à sa vérifiabilité et en les liant à la section « Notes et références ».
L'accident ferroviare de 2012 en Birmanie est survenu le 9 novembre 2012 près de Kantbalu (en), dans le centre de la Birmanie. Un train voyageant de Mandalay à Myitkyina et qui comprenait sept wagons contenant de l'essence et deux contenant du carburant diesel a déraillé et brûlé. Au moins 27 personnes ont été tuées et plus de 80 ont été blessées : selon le ministère de l'information (en), beaucoup essayaient de récupérer le carburant déversé.